# Andris Ameriks
Andris Ameriks (ur. 5 marca 1961 w Jurmale) – łotewski polityk i samorządowiec, poseł na Sejm V i VI kadencji, w latach 2010–2018 zastępca burmistrza Rygi, poseł do Parlamentu Europejskiego IX kadencji.

## Życiorys
W 1984 ukończył studia na wydziale automatyki i informatyki Ryskiego Instytutu Politechnicznego, a trzy lata później studia z zakresu planowania gospodarczego na Uniwersytecie Łotewskim. W latach 80. pracował jako inżynier, a także w Komsomole. Na początku lat 90. założył własne przedsiębiorstwo „Letonija”.
W wyborach w 1993 i 1995 był wybierany na posła do Sejmu V i VI kadencji z listy „Zgody dla Łotwy” oraz Partii Zgody Narodowej. W trakcie VI kadencji przeszedł do klubu poselskiego Demokratycznej Partii „Gospodarz” (był przewodniczącym tej partii od 1998 do czasu jej rozwiązania w 2004). W wyborach w 1998 bez powodzenia ubiegał się o reelekcję.
W 2001 został radnym rady miejskiej w Rydze, uzyskiwał reelekcję na kolejne kadencje. Został m.in. przewodniczącym komisji rozwoju miejskiego, członkiem zarządu Wolnego Portu Ryga oraz przewodniczącym komisji do spraw mienia komunalnego oraz prywatyzacji. W październiku 2010 został powołany na prezesa zarządu Wolnego Portu Ryga, zaś w listopadzie 2010 na zastępcę burmistrza Rygi (dotychczasowy wiceburmistrz Ainārs Šlesers został posłem). Za jego kandydaturą opowiedziało się 38 radnych – wszyscy obecni na sali obrad.
Działał w ugrupowaniu LPP/LC, po jego rozwiązaniu został liderem nowej partii pod nazwą Honor Służyć Rydze, którym kierował do 2021. W grudniu 2018 ustąpił z funkcji zastępcy burmistrza Rygi; doszło do tego w okresie prowadzenia postępowania w sprawie korupcji w ryskim przedsiębiorstwie transportowym „Rīgas satiksme”.
W latach 2019–2024 z listy Socjaldemokratycznej Partii „Zgoda” sprawował mandat posła do Parlamentu Europejskiego IX kadencji jako kandydat ugrupowania Honor Służyć Rydze.

## Życie prywatne
Jest żonaty. Jego syn Agris również zaangażował się w działalność polityczną, pełnił funkcję przewodniczącego młodzieżówki LPP/LC.